# Danilo Turcios
Danilo Elvis Turcios Funez (Sonaguera, 1978. május 8. –) hondurasi válogatott labdarúgó.
A hondurasi válogatott tagjaként részt vett a 2000. évi nyári olimpiai játékokon, a 2001-es Copa Américán, a 2010-es világbajnokságon, a 2000-es, a 2003-as és a 2005-ös CONCACAF-aranykupán.

## Sikerei, díjai
Motagua
- Hondurasi bajnok (1): 2001–02 Apertura

Olimpia
- Hondurasi bajnok (4): 2004–05 Apertura, 2004–05 Clausura, 2005–06 Apertura, 2007–08 Clausura